# Luigi Rudilosso
Luigi Rudilosso (Siracusa, 13 gennaio 1964) è un ex pallamanista e allenatore di pallamano italiano, di ruolo ala, allenatore della Pallamano Avola.

## Carriera

### Giocatore

#### Club
Ha debuttato nella Serie A1 nel 1984 all'età di vent'anni nelle file dell'Ortigia Siracusa. L'anno successivo vince il suo primo scudetto con la formazione siciliana. Si ripeterà nei successivi due anni, inanellando con il club che lo lancia nel panorama pallamanistico ben 3 scudetti conditi da due coppe Italia (stagione 1995-96 e 1996-97). 

### Allenatore
Luigi Rudilosso ha già allenato in serie A ad Alcamo e Ragusa, in A1 femminile con l’Eos, in A2 maschile a Rosolini, Malo e Vigili del Fuoco SR.
Nell'agosto 2018, dopo diversi anni trascorsi ad allenare il settore giovanile dell'Albatro Siracusa, passa ad allenare nel campionato di Serie B la neonata società della Pallamano Aretusa..
Terminata l’esperienza nel 2020 con l’Aretusa, il 17 agosto 2020 accetta l’offerta pervenuta dalla Pallamano Avola militante in Serie B.

## Palmarès

### Giocatore

#### Club
- Campionato italiano di pallamano maschile: 3

Ortigia Siracusa: 1986-1987
Ortigia Siracusa: 1987-1988
Ortigia Siracusa: 1988-1989
- Coppa Italia (pallamano maschile): 2

Ortigia Siracusa: 1995-1996
Ortigia Siracusa: 1996-1997